# Hr.Ms. Tjerk Hiddes (1993)
De Hr.Ms. Tjerk Hiddes (F 830) was een Nederlands multipurpose fregat van de Karel Doormanklasse. Het schip is vernoemd naar de 17de-eeuwse admiraal Tjerk Hiddes de Vries. De kiel is gelegd op 23 oktober 1986. Het schip is te water gelaten op 9 december 1989 en in dienst gesteld op 26 februari 1993. Het schip was het zesde schip in de marine met de naam Tjerk Hiddes. Het fregat heeft geopereerd in de Atlantische Oceaan, de Caraïbische Zee, rond het Arabisch Schiereiland in operatie Enduring Freedom en in de Middellandse Zee in de ondersteunende operatie daarvoor Active Endeavour. In verband met de bezuinigingen, is de Tjerk Hiddes vrijdag 3 februari 2006 uit dienst gesteld. Het schip is verkocht aan Chili en in 2007 overgedragen aan dat land.

## Aanrandingen op zee
In 2006 komt de Tjerk Hiddes in het nieuws door een zedenzaak. Een vrouwelijke matroos doet aangifte van verkrachting aan boord van het fregat. Dat zou zijn gebeurd tijdens een missie in 2004. Ook wordt gemeld dat er in de openbare ruimte aan boord regelmatig pornofilms worden vertoond. Naar aanleiding van het incident wordt een commissie ingesteld onder leiding van de Utrechtse commissaris van de koningin Boele Staal. Eind september 2006 verschijnt het rapport. Conclusie: seksuele intimidatie, pesten en discriminatie komen bij de krijgsmacht vaker voor dan elders. Bovendien zijn alcohol- en drugsgebruik een groot probleem. In maart 2006 heeft staatssecretaris Cees van der Knaap van Defensie al besloten tot een verbod op vertoning van pornofilms bij de krijgsmacht. Ook werd een Meldpunt Ongewenst Gedrag geopend.